# Wijsheid van de massa
Wijsheid van de massa is de idee dat de massa over meer informatie of kennis beschikt dan het individu. Hoewel het fenomeen al veel eerder beschreven is, werd het vooral bekend door het boek The Wisdom of Crowds uit 2004 van James Surowiecki.
Een klassiek voorbeeld is dat van Francis Galton over het raden van het gewicht van een os. Op een landbouwshow in 1906 in Plymouth konden omstanders het slachtgewicht schatten van de os. Zo'n 800 omstanders vulden een gewicht in waarna Galton de data onderzocht. Tot zijn verrassing kwam de vox populi of stem van het volk verrassend dicht bij het werkelijke gewicht.
Hoewel individuen het bij een schatting beter kunnen doen dan de massa, geldt over het algemeen dat het bij herhaling niet dezelfde individuen zijn. Binnen de foutenleer wordt onderscheid gemaakt tussen systematische fouten, toevallige fouten en blunders of uitbijters. Elk individu is hieraan onderhevig en daarmee zal de nauwkeurigheid van elke schatting variëren. Binnen een groep kunnen vooral de toevallige fouten elkaar opheffen, zodat de nauwkeurigheid toeneemt. Hierbij geldt ook de wet van de grote getallen.
Dit positieve beeld staat tegenover het veelal negatieve beeld van de massa in collectief gedrag en massapsychologie. Om de wijsheid van de massa te verkrijgen, moet dan ook voldaan worden aan enkele voorwaarden:
- diversiteit;
- onafhankelijkheid;
- decentralisatie;
- aggregatie.

De diversiteit maakt dat er verschillende perspectieven worden overwogen, meer dan mogelijk door een enkel persoon. Onafhankelijkheid is nodig om te voorkomen die diversiteit ongedaan wordt gemaakt door onderlinge beïnvloeding zoals bij groepsdenken. Om die reden kan er ook geen sprake zijn van centrale sturing. Wel is er enige aggregatie of samenvoeging van informatie nodig om volledige chaos te voorkomen.